# Amoun des Kellia
Cet article possède des paronymes, voir Amon.
Pour les articles homonymes, voir Amoun et Kellia.
Amoun ou Ammon ou Amon ou Amun ou Ammonas (né vers 294 et mort en 356) est un saint ermite chrétien d'Égypte, fêté le 4 octobre,. Il fut l'un des ascètes les plus vénérés du désert de Nitrie (70 km au sud d'Alexandrie) et fondateur des Kellia. Athanase d'Alexandrie le mentionne dans la Vie de saint Antoine. Son nom est le même que celui du dieu Amon de l'Égypte ancienne.

## Histoire et tradition
Selon la légende, il a été forcé au mariage à 20 ans et a persuadé sa femme, durant leur nuit de noces, de faire vœu de chasteté. Ils vécurent ensemble pendant 18 ans dans la continence, et ensuite, il partit pour devenir un ermite dans le désert de Nitrie, tandis que sa femme fondait un ermitage féminin dans sa maison. Il passa quatorze années de vie monastique à Scété (selon les Apophtegmes), puis à Pispir comme disciple d'Antoine le Grand (d'après l'Historia monachorum in Aegypto). Quand il décéda, celui-ci vit son âme s'élever dans le ciel accompagnée par des anges.
Il œuvra donc avec saint Antoine, et il rassembla ses moines sous sa direction, formant ainsi un monastère d'anachorètes. Traditionnellement, il est présenté comme le premier ermite à avoir fondé un style de monastère, connu sous le nom de Kellia au sud du désert de Nitrie, les moines ayant chacun leur cellule réparties en plusieurs endroits, restant seuls la semaine et se retrouvant à partir du samedi soir 
pour des offices et des repas en commun jusqu'au lendemain.
Il serait mort à 62 ans.
Outre quelques apophtegmes passés dans des collections grecques, on conserve de lui une littérature épistolaire dispersée en diverses langues de l'Orient chrétien. La collection principale existe en syriaque (14 lettres publiées dans la Patrologia Orientalis X). On y trouve des citations de l'Ascension d'Isaïe et des Testaments des XII Patriarches, une littérature judéo-chrétienne archaïque qui a donc trouvé un second souffle chez les premiers Pères du désert.
Il y a aussi dix-sept ou dix-neuf règles d'ascèse (κεφάλαια) qui lui sont attribuées ; l'original grec existant en manuscrit. Elles ont été publiées dans la version latine par Gérard Vossius.

## Célébration
L'Église d'Occident et l'Église d'Orient célèbrent saint Amoun le 4 octobre.

## Sources
- Éditions : CPG 2380-2393
- Traduction française : Saint Ammonas, Lettres, traduites par B. Outtier et L. Regnault, dans Lettres des Pères du désert, Bellefontaine, 1985
- Texte : https://archive.org/details/patrologiaorient10pariuoft
- Catholic Encyclopedia